# Área insular dos Estados Unidos
Uma área insular é um termo genérico utilizado pela administração dos Estados Unidos para se referir a territórios que não são parte do centro dos Estados federados.
Em geral, os habitantes das regiões insulares têm cidadania norte-americana, mas não pagam tributos federais, não participam nas eleições presidenciais, não têm representantes no Congresso. Produtos fabricados em áreas insulares podem ser rotulados como "Made in U.S.A.".

Localização das áreas insulares dos Estados Unidos

## Lista de áreas insulares dos Estados Unidos da América
| Bandeira               | Áreas insulares dos EUA  | População | Superficie | Tipo de Dependência                          | Localização                                     | Reclamado por  |
| ---------------------- | ------------------------ | --------- | ---------- | -------------------------------------------- | ----------------------------------------------- | -------------- |
| Bandeira de Porto Rico | Porto Rico               | 3.916.632 | 9104 km²   | Estado Livre Associado                       | Antilhas, a leste da República Dominicana       | -              |
|                        | Ilhas Marianas do Norte  | 80.006    | 477 km²    | Estado Livre Associado                       | Oeste do Oceano Pacífico, a leste das Filipinas | -              |
|                        | Guam                     | 163.941   | 549 km²    | Área organizada não incorporada              | Oeste do Oceano Pacífico, a leste das Filipinas | -              |
|                        | Ilhas Virgens Americanas | 124.778   | 352 km²    | Área organizada não incorporada              | Antilhas, a leste de Porto Rico                 | -              |
|                        | Samoa Americana          | 57.881    | 199 km²    | Área não organizada nem incorporada          | Oceano Pacífico                                 | -              |
|                        | Atol Johnston            | 0         | 2,52 km²   | Território não incorporado e não organizado  | Oceano Pacífico                                 | -              |
|                        | Atol Midway              | 0         | 5,18 km²   | Territóorio não incorporado e não organizado | Oceano Pacífico                                 | -              |
|                        | Ilha Wake                | 180       | 7,4 km²    | Território não incorporado e não organizado  | Oceano Pacífico                                 | Ilhas Marshall |
|                        | Recife Kingman           | 0         | 0,03 km²   | Território não incorporado e não organizado  | Oceano Pacífico                                 | -              |
|                        | Ilha Jarvis              | 0         | 4,45 km²   | Território não incorporado e não organizado  | Oceano Pacífico                                 | -              |
|                        | Ilha Baker               | 0         | 1,24 km²   | Território não incorporado e não organizado  | Oceano Pacífico                                 | -              |
|                        | Ilha Howland             | 0         | 1,62 km²   | Território não incorporado e não organizado  | Oceano Pacífico                                 | -              |
|                        | Ilha Navassa             | 0         | 5,2 km²    | Território não incorporado e não organizado  | Antilhas, entre o Haiti e Jamaica               | Haiti          |
|                        | Atol Palmyra             | 0         | 5,56 km²   | Território incorporado e não organizado      | Oceano Pacífico                                 | -              |

## Política
O estatuto político das regiões insulares são:
- Territórios incorporados (onde se aplica a Constituição estadounidense): só o Atol Palmyra. O resto são territórios sem personalidade jurídica.
- Territórios Organizados (que têm um governo local): Guam, Ilhas Marianas do Norte, Porto Rico e Ilhas Virgens. O resto são territórios não organizados. A Samoa Americana é oficialmente um território não organizado, mas na prática tem um governo autônomo sob a autoridade do Ministério do Interior.
- Territórios da Commonwealth (territorios organizados com acordos específicos com o governo federal): as Ilhas Marianas do Norte e Porto Rico